# Heinrich Krebs
Heinrich Otto Ludwig Philipp „Harry“ Krebs (* 6. Januar 1910 in Schwabenheim an der Selz; † 21. März 2001 in Kassel) war ein deutscher Richter. Von 1959 bis 1972 war er Bundesrichter am Bundessozialgericht.

## Leben
Am 17. November 1928 immatrikulierte sich Krebs an der Hessischen Ludwigs-Universität für Rechtswissenschaft. 1929 wurde er im Corps Hassia Gießen recipiert. Am 28. Juli 1933 wurde er von der Johann Wolfgang Goethe-Universität Frankfurt am Main „gut“ zum Dr. iur. promoviert. Unterschrieben ist die Promotionsurkunde vom Rektor Ernst Krieck und vom Dekan Hans-Otto de Boor. 1937 trat er in die ordentliche Gerichtsbarkeit. Mit der Ernennungsurkunde aus dem Führerhauptquartier, unterschrieben von Franz Gürtner am 19. September 1939, wurde er zum Amtsgerichtsrat ernannt. In der Zeit des Nationalsozialismus war er im Rahmen seiner Tätigkeit  im Senat für Hochverratssachen beim Oberlandesgericht Stuttgart an Todesurteilen gegen vermeintliche Regimegegner wie etwa Heinrich Fehrentz beteiligt. Nach dem Krieg wurde zum Oberlandesgerichtsrat beim Oberlandesgericht Koblenz ernannt. Als Senatspräsident beim Landessozialgericht Rheinland-Pfalz wechselte er in die Sozialgerichtsbarkeit. Im Jahre 1959 wurde Krebs zum Richter am Bundessozialgericht ernannt. Nach Erreichen der Altersgrenze trat er 1972 in den Ruhestand.